# Colt Single Action Army
O Colt Single Action Army, também conhecido como Single Action Army, SAA, Modelo P, Peacemaker, M1873, Colt .45, The Equalizer ou ainda Colt Peacekeeper, é um revólver de ação simples cujo cilindro armazena seis cartuchos metálicos. 

## Visão geral
O Colt SAA foi criado para os testes que definiriam o armamento padrão de serviço para o governo estadunidense de 1873, e vencido pela Colt's Manufacturing Company sendo adotado como o revólver padrão militar desde então.
Seu nome vem do fato de seu gatilho ser responsável por uma única ação: liberar o cão da arma para percussão da espoleta. Ou seja, era preciso engatilhar o cão manualmente a cada disparo.
O Colt SAA foi oferecido em mais de 30 calibres diferentes e vários comprimentos de canos. Sua aparência geral permaneceu consistente desde 1873. A empresa Colt descontinuou sua produção duas vezes, mas trouxe de volta devido à demanda popular. O revólver era popular entre fazendeiros, homens da lei e fora da lei igualmente, mas a partir do início do século 21, os modelos são comprados na maior parte por colecionadores e reencenadores. Seu projeto tem influenciado a produção de inúmeros outros modelos de outras empresas.

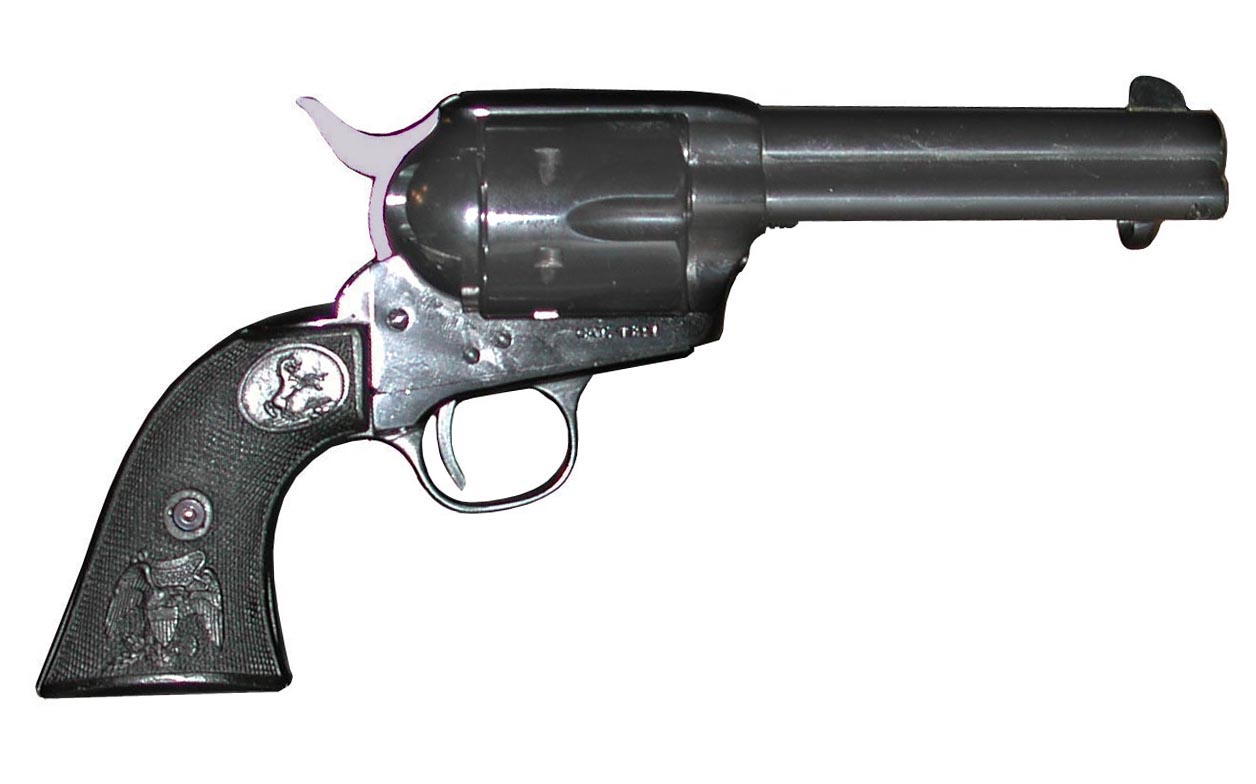
Uma Colt Peacemaker de 1873.

O revólver Colt SAA é uma peça famosa da "Americana", conhecido como "The Gun That Won the West" ("A Arma Que Ganhou o Oeste"); o comprimento original do cano, das unidades fornecidas à Cavalaria dos EUA, era de 7 ½ polegadas (com um comprimento total de 13 polegadas).

## Histórico
Presa à patente de Rollin White (N.o 12.648, 3 de abril de 1855) e não querendo pagar uma taxa de royalties à Smith & Wesson, a Colt não pôde começar o desenvolvimento de cilindros com câmaras transpassadas para uso com cartucho metálico até 4 de abril de 1869.
Para o projeto, a Colt recorreu a dois de seus melhores engenheiros: William Mason e Charles Brinckerhoff Richards, que desenvolveram uma série de revólveres e conversões de cilindros de espoletas de percussão para a empresa. Seu esforço foi direcionado para os testes para escolha do revólver do serviço do governo dos Estados Unidos em 1872, vencido pela Colt's Patent Firearms Manufacturing Company e adotado como o revólver padrão do serviço militar. A produção começou em 1873 com o "Single Action Army model 1873", também conhecido como o "New Model Army Metallic Cartridge Revolving Pistol".
O primeiro exemplar do "Single Action Army" produzido, número de série 1, considerado perdido por muitos anos após sua produção, foi encontrado em um celeiro em Nashua, New Hampshire, no início de 1900. Esta arma foi compartimentado em .45 Colt, de fogo central contendo cargas de até 40 grãos (2,59 gramas) de pólvora negra de granulação fina e uma bala de ponta arredondada de 255 grãos (16,5 gramas). Em relação aos cartuchos da época e à maioria dos cartuchos de revólver posteriores, era bastante poderoso em sua carga plena.
O revólver Colt Single Action Army, junto com o revólver Smith & Wesson Model 3 "Schofield" de 1870 e 1875, substituíram o revólver Colt 1860 Army Percussion. O Colt rapidamente ganhou preferência sobre o S&W e permaneceu como a principal arma militar dos EUA até 1892, quando foi substituído pelo Colt Model 1892 no calibre .38 Long Colt, um revólver de ação dupla com cilindro de abertura lateral. No final de 1874, o número de série 16.000 foi alcançado; 12.500 revólveres Colt Single Action Army para o cartucho .45 Colt entraram em serviço e os revólveres restantes foram vendidos no mercado civil.

## Guerras
Esses foram os conflitos nos quais o Colt Single Action Army foi utilizado:
- Guerras Indígenas nos EUA
- Rebelião de Saskatchewan
- Guerra Hispano-Americana
- Guerra Filipino-Americana
- Revolução Mexicana
- Segunda Guerra dos Bôeres
- Guerra de Independência da Irlanda
- Primeira Guerra Mundial
- Segunda Guerra Mundial (uso limitado)
- Revolução Nacional da Indonésia

## Usuários
- Estados Unidos
- Canadá
- Nativos Americanos
- México
- Irlanda
- Reino Unido
- África do Sul